# Georg Hilpisch
Johann Georg Hilpisch (* 16. April 1846 in Simmern; † 29. März 1928 in Limburg) war ein deutscher Domdekan, Domkapitular, Generalvikar, Kirchenhistoriker und Redakteur.

## Leben und beruflicher Werdegang
Hilpisch wurde 1846 in Simmern als Sohn eines Lehrers geboren und wuchs in Montabaur auf. Nach dem Besuch des Gymnasiums in Hadamar studierte er Philosophie und Theologie am Priesterseminar Mainz, an der Universität Münster und am Priesterseminar Limburg, wo er auch seinen Doktor in Theologie machte.
Am 21. Dezember 1868 wurde er von Bischof Peter Joseph Blum (1808–1884) im Limburger Dom zum Priester geweiht. Zunächst war er unter dem damaligen Stadtpfarrer Joseph Weyland Kaplan in Wiesbaden, wo er als Seelsorger und Lehrer wirkte. Während des Deutsch-Französischen Krieges widmete er sich in Wiesbaden den Kranken im Seuchenlazarett und kümmerte sich um die Kriegsgefangenen. Dafür erhielt er die Medaille für Pflichttreue im Krieg. Zur gleichen Zeit leitete er als Redakteur die Nassovia, dem Vorläufer der Rheinischen Volkszeitung.
Am 1. Oktober 1871 wurde er von Baron Sutton zum Chorregenten an der Choralschule in Kiedrich berufen und war dort bis zum 3. Dezember 1883 tätig. Ab dem 1. Januar 1884 war er in den Pfarreien Nentershausen und Niedererbach tätig, die durch den Kulturkampf verwaist waren. 1886 wurde er Pfarrer in Höchst am Main und ein Jahr später, am 1. Juli 1887, erhielt er durch Bischof Klein die Berufung ins Domkapitel von Limburg.
Vom 1. November 1898 an stand er als Generalvikar dem Limburger Bischof Dominikus Willi (1844–1913) zur Seite. Ein Jahr später wurde er durch das Domkapitel zum Domdekan gewählt. Nach dem frühen Tod seines Bruders und dessen Frau kümmerte er sich 1909 um seinen nun vollwaisen Neffen Ferdinand, der später als Benediktinerpater den Namen Stephanus annahm.
Nach Bischof Willis Tod leitete er vom 10. Januar 1913 bis zum September 1913 das Bistum Limburg als Kapitularvikar. Neben seiner Arbeit in der Diözese hielt er Festreden, predigte viel und schrieb zahlreiche Artikel für die Zeitung. So war er auch ein langjähriger Mitarbeiter der Kölnischen Volkszeitung und förderte im Limburger Raum das katholische Vereinswesen (u. a. den Limburger Anbetungsverein und den Katholischen Frauenbund). 1914 wählte der Magistrat der Stadt ihn zum Mitglied des Kuratoriums des Gymnasiums und Realgymnasiums und 1918 ernannte die Stadt Limburg ihn zum Ehrenbürger.

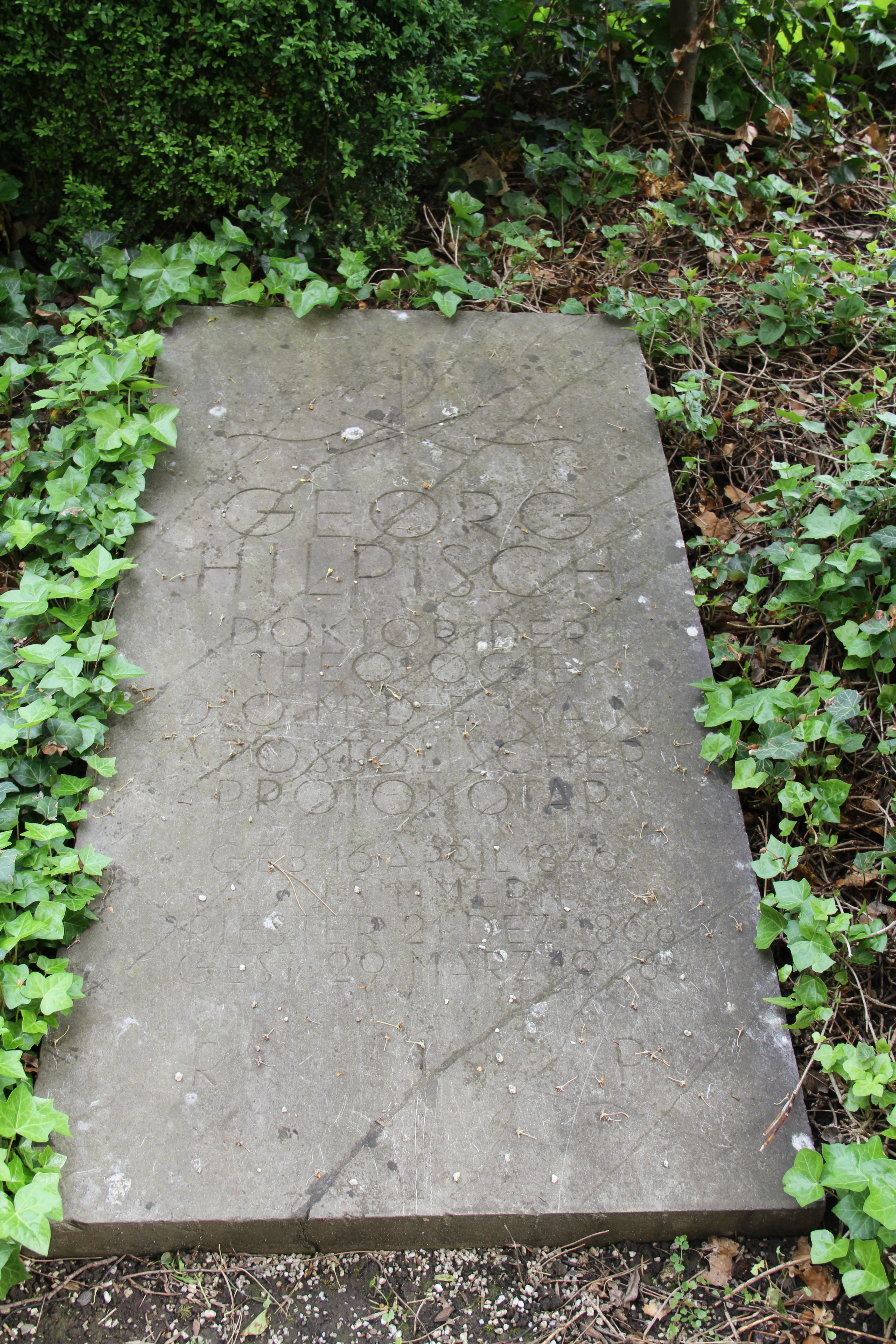
Grab Georg Hilpischs auf dem ehemaligen Friedhof.

Der Papst verlieh ihm die Titel eines Prälaten und eines Apostolischen Protonotars. Am Abend des 29. März 1928, nach kurzer Krankheit infolge einer Lungenentzündung, starb er. Am 2. April wurde er auf dem Friedhof des Limburger Georgsdomes bestattet.

## Veröffentlichungen und Übersetzungen
- 1873: Kurze Geschichte der katholischen Pfarrei Wiesbaden. Wiesbaden
- 1873: Der heilige Joseph, Wiesbaden, Killinger, Übersetzung mit Genehmigung des Verfassers C. Verhaege aus dem Französischen mit Anhang der gebräuchlichen Gebete und geistlichen Lesungen über die Tugend und die Herrlichkeit des heiligen Joseph für einzelne Mittwoche des Jahres, 350 S.
- 1873: Belehrungen und Ratschläge für Lehrlinge und Gesellen, Mainz, Übersetzung von Louis Gaston de Ségur (1820–1881)
- 1874: Josephina, Wiesbaden, Übersetzung des französischen Werkes des Verfassers Louis Gaston de Ségur (1820–1881)
- 1874: Sonntagsruhe und Sonntagsheiligung, Wiesbaden, Übersetzung des französischen Werkes des Verfassers  Bischof Félix Dupanloup (1802–1878)
- 1875: Ist die katholische Kirche staatsgefährlich?, Übersetzung des offenen Briefes von John Henry Newmann (1810–1890) an den Herzog von Norfolk
- 1878:  Der Liberatismus, Mainz, Übersetzung des französischen Werkes des Verfassers  Kardinal Victor Auguste Dechamps (1810–1883): Le libéralisme - Lettre à un publiciste catholique
- 1891: Dr. Karl Klein, Bischof von Limburg, Frankfurt 1891
- 1893: Kalender für katholische Lehrerinnen
- 1894: Bischof Weyland von Fulda
- 1894: Franziska Seraphine zu Neu-Leingen-Westerburg. Eine Zierde des katholischen Adels Frankfurt 1894
- 1897: Dr. Karl Klein, Bischof von Limburg: eine Skizze seines Lebens und Wirkens. Verlag d. Limburger Vereinsdruckerei, 16 S.
- 1898: Dr. Dominicus Willi, S. Ord. Cisterc., Bischof v. Limburg. Eine Skizze seines Lebens und Wirkens, zur Feier seiner Bischofsweihe verfasst,  Limburg 1898
- 1898: Charitas. Zeitschrift für die Werke der Nächstenliebe im katholischen Deutschland. Vierter Jahrgang. Januar - Dezember 1899, Rede des hochwürdigen Herrn Domkapitulars und Generalvikars Hilpisch von Limburg a. d. Lahn in der allgemeinen Charitasversammlung zu Wiesbaden am 31. August 1898
- 1898: Trauer-Rede auf die Ehrwürdige Mutter Maria Kasper, Gründerin und Generaloberin der Kongregation der Armen Dienstmägde Jesu Christi, in der Klosterkirche zu Dernbach am 5. Februar 1898, 3. Aufl., Limburg/Lahn. Limburger Vereinsdr., 1898
- 1899: Die Genossenschaft der Armen Dienstmägde Jesu Christi zu Dernbach
- 1906: Zum 50jährigen Jubiläum der Genossenschaft der barmherzigen Brüder von Montabaur am 29. Juni 1906 Verlag Limb. Vereinsdruckerei, 33 S.
- 1917: Trauer-Rede auf die Ehrwürdige Mutter Maria Kasper, Gründerin und Generaloberin der Kongregation der Armen Dienstmägde Jesu Christi, in der Klosterkirche zu Dernbach am 5. Februar 1898, 2. Aufl., Limburg a. d. L., Hötte. 1917. 36 S.
- 1922: Pauline Herber: ein Lebensbild der Gründerin des Vereins katholischer deutscher Lehrerinnen. Autoren Georg Hilpisch und Elisabeth Mleinek, Verlag Schöningh, Gemeinschaftswerk
- 1926: Die Genossenschaft der Barmherzigen Brüder von Montabaur. Eine kurze Geschichte ihrer Entstehung und Entwicklung bis zur Gegenwart. Verlag Hermann Rauch, Wiesbaden 1926
- 1926: Die Genossenschaft der Armen Dienstmägde Jesu Christi. In: Geschichte von Dernbach. Fest- und Heimatschrift zur Erinnerung an die Dernbacher Jubiläen im August 1926
- Nassauische Heimat, Beilage zur Rheinischen Volkszeitung

- 1926: Genossenschaft der Barmherzigen Brüder von Montabaur, Dr. Georg Hilpisch, in: Nassauische Heimat, Beilage zur Rheinischen Volkszeitung 6. Jahrgang Nr. 28, 1. Dezember 1926, S. 157–164
- 1926: Aus frühmittelalterlichen Benediktinerklöstern, Düsseldorf 1926
- 1927: Moritz und Ernst Lieber, Dr. Georg Hilpisch, in: Nassauische Heimat, Beilage zur Rheinischen Volkszeitung 7. Jahrgang Nr. 7, 1. April 1927, S. 49–50
- 1927: Die Einsetzung von Bischof und Domkapitel vor 100 Jahren, Domdekan Prälat Dr. Hilpisch, in: Nassauische Heimat, Beilage zur Rheinischen Volkszeitung 7. Jahrgang Nr. 24, 11. Dezember 1927, S. 185–186

## Mitgliedschaften
- Redakteur der Zeitung Nassovia
- Herausgeber des Jahreskalenders des Verbandes der katholischen Lehrerinnen von 1893 bis 1901
- Mitarbeiter der Kölnischen Volkszeitung
- Vorstandsmitglied der Görres-Gesellschaft
- Vorstandsmitglied des Albertus-Magnus-Vereins
- Vorstandsmitglied der 1911 gegründeten Katholischen Schulorganisation
- Vorstandsmitglied des Deutschen Vereins vom hl. Land
- Mitglied in der katholischen Studentenverbindung W.K.St.V. Unitas Frisia[8]

## Ehrungen
- 1871 Medaille für Pflichttreue im Krieg
- 1900 Verleihung des Roten Adlerorden IV. Klasse durch die Preussische Regierung[9]
- 1905 Verleihung des Kronenorden III. Klasse durch die Preußische Regierung[10]
- 1910 Verleihung des Roten Adlerorden III. Klasse mit der Schleife durch die Preußische Regierung[11]
- 1918, Ehrenbürgerschaft der Stadt Limburg
- Dekan-Hilpisch-Straße in 56337 Simmern